# 第五艦隊 (美國海軍)
美國第五艦隊（英語：United States Fifth Fleet），是美國海軍六大艦隊之一。轄區範圍從波斯灣、紅海、阿拉伯海，到東非肯亞的印度洋海域一帶，司令部設置在麥納麥，位於巴林。人員、機械材料由太平洋艦隊及大西洋艦隊提供，負責中東地區船隻的安全。現任美國海軍中央司令部司令兼第五艦隊司令是喬治·維科夫中將。

## 歷史
第五艦隊是美國海軍成立的第五支艦隊，1944年4月26日編成，主要改組自美國中太平洋部隊。這支部隊歷史包含中太平洋部隊時期，從1943年到1945年間，由美國海軍上將雷蒙德負責指揮。二次大戰結束後，於1947年1月遭解散。
第五艦隊於1995年被重編。因為中東地區是世界最大的石油生產地區，對美國來說是個利害關係重大的區域。冷戰後，中東地區在美國全球戰略中的地位不斷上升，所以在這個區域設置常備的海軍部隊顯得非常重要。例如在波斯灣戰爭期間，美國就動員了不少海軍戰艦前往中東，由第七艦隊負責指揮。為滿足該戰區作戰的需要，美國在1995年7月決定，重新編成第五艦隊，負責中東地區的安全。
由於美國早年支持巴林和葉門的專制政體，在2011年阿拉伯國家示威抗議活動後，美方擔心會因而喪失位於巴林的第五艦隊指揮部，歐巴馬當局希望以溫和的方式減少抗議活動帶來的衝擊，以維持美軍在當地的利益；同時由於伊朗核問題的出現，加上伊拉克的美軍撤離等因素，第五艦隊再度擔負制衡伊朗武力的重任。
特朗普时期，美国退出伊朗核协议，谈判工作陷入困境无法达到共识。2019年4月，美国实施制裁伊朗的经济和宣布其伊斯兰革命卫队为恐怖组织，使得中东局势关系紧急。随后6月，在波斯湾发生数起油轮被袭击事件后，美国极力推进组建护航联盟的计划，由第五舰队与盟国军舰共同卫护波斯湾的航道自由与安全。11月7日，美国主导的6国「波斯湾护航联盟」在巴林成立，由第五舰队负责指挥、情报收集和支持以及协调、保障等工作，但美军不会直接派遣军舰。

## 戰力
轄有以下編製：

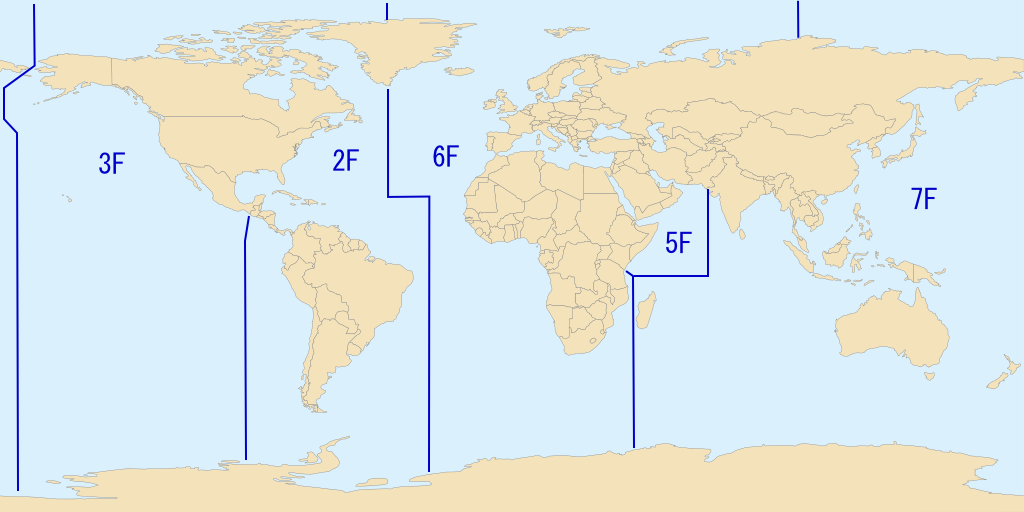
美國各艦隊轄區

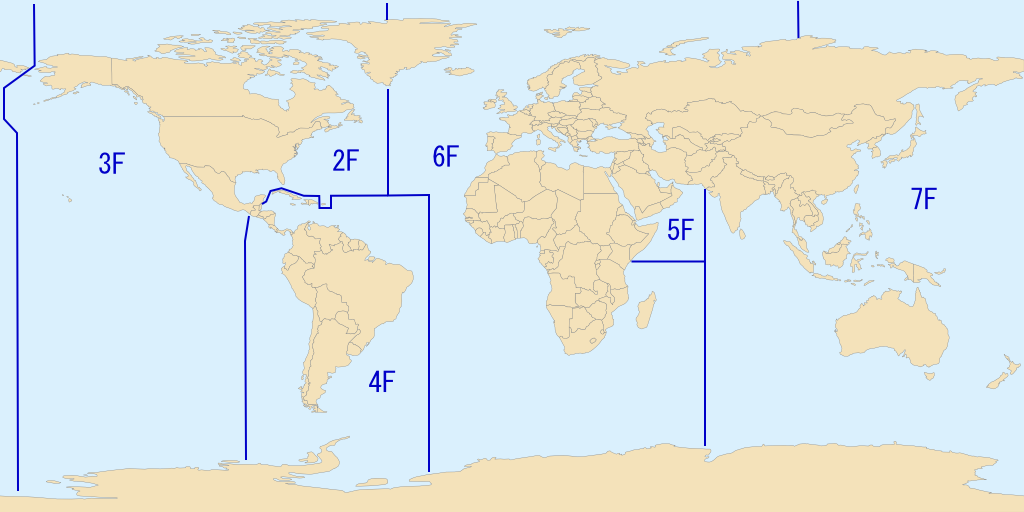
2009年，美國海軍各艦隊管轄區域

- 第50任務部隊（Task Force 50, TF50） — 戰鬥部隊
- 第51任務部隊（TF51） — 兩棲部隊
- 第53任務部隊（TF53） — 後勤部隊
- 第54任務部隊（TF54） — 潛艇部隊
- 第57任務部隊（TF57） — 巡邏・偵察部隊
- 第58任務部隊（TF58） — 海上監視部隊
- 第59任務部隊（TF59） — 遠征部隊／應急部隊

## 轄區範圍
第五艦隊的巡弋區域，從中東的波斯灣、紅海、阿拉伯海，到東非肯亞的印度洋海域一帶。

## 歷任指揮官
- 雷蒙德·阿姆斯·斯普魯恩斯海軍上將：1943年 ─ 1945年
- 凱文．安達爾 海軍中將：
- 威廉‧哥特尼
- 詹姆斯·约瑟夫·马洛伊（英语：James J. Malloy）海军上将：2018年至今